# Кішка на розпеченому даху
«Кі́шка на розпе́ченому даху́» (англ. Cat on a Hot Tin Roof) — драма американського письменника Теннессі Вільямса (1911—1983), одна з його найвідоміших і улюблених робіт. П'єса була нагороджена Пулітцерівською премією 1955 року.

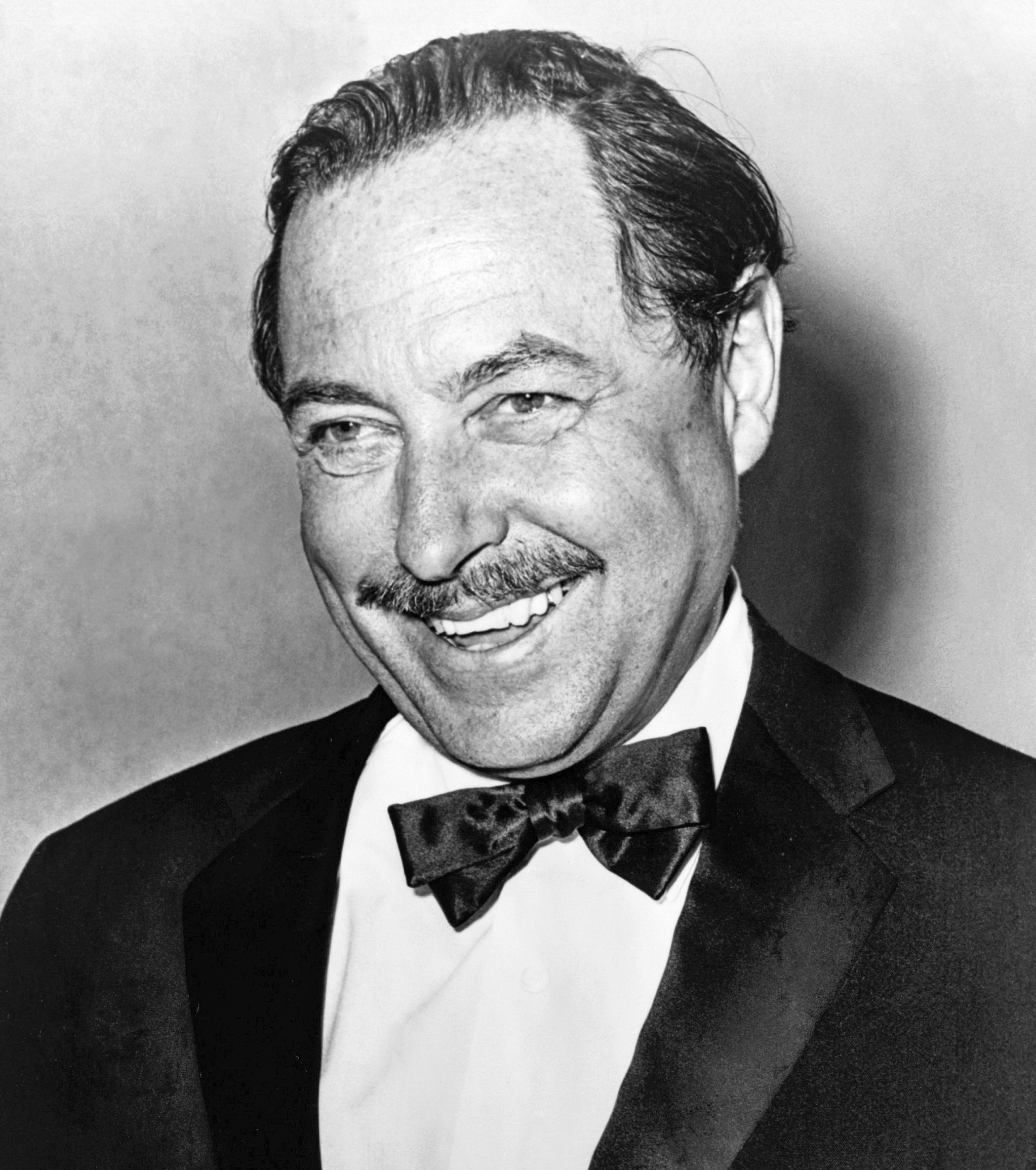
Теннессі Вільямс

## Перша вистава
Театр — Театр Мороско, Бродвей. 
Дата прем'єри — 24 березня 1955 року. 
Режисер — Елія Казан. 
Актори:
- Барбара Бел Геддес[en] — згодом її замінила Патриція Ніл — Меґі;
- Бен Газзара — згодом замінений Джеком Лордом[en] — Цегла;
- Берл Айвз — Великий тато;
- Мілдред Даннок[en] — Велика мама;
- Пет Гінгл — Гупер;
- Мадлен Шервуд — Мей.

## Нагороди вистави на Бродвеї
| Рік  | Церемонія нагородження                        | Категорія                        | Номінація          | Результат |
| ---- | --------------------------------------------- | -------------------------------- | ------------------ | --------- |
| 1955 | Товариство нью-йоркських театральних критиків | Найкраща американська п'єса      | Теннессі Вільямс   | Перемога  |
| 1955 | Пулітцерівська премія                         | Найкраща драма                   | Теннессі Вільямс   | Перемога  |
| 1956 | Премія «Тоні»                                 | Найкраща вистава                 | Найкраща вистава   | Номінація |
| 1956 | Премія «Тоні»                                 | Найкраща акторка у головній ролі | Барбара Бел Геддес | Номінація |
| 1956 | Премія «Тоні»                                 | Найкращий режисер                | Елія Казан         | Номінація |
| 1956 | Премія «Тоні»                                 | найкращі декорації               | Джо Мільцінер      | Номінація |

## Екранізації
- 1958 : «Кішка на розпеченому даху» — американський фільм Річарда Брукса 1958 року.
- 1976 : «Кішка на розпеченому даху»[en] — американський телефільм 1976 року, режисера Робертf Мура[en]
- 1984 : «Кішка на розпеченому даху»[en] — американський телефільм 1984 року, режисера Джека Гофсіса[en].
- 2017 : «Кішка на гарячому бляша́ному даху» — кінострічка спектаклю режисера Бенедикта Ендрюса[en] на сцені лондонського театру Аполло[en], в якому головні ролі грають Сієнна Міллер, Джек О'Коннелл і Колм Міні.[4][5][6]